# Symplocos paniculata
Symplocos paniculata là một loài thực vật có hoa trong họ Dung. Loài này được Miq. miêu tả khoa học đầu tiên năm 1867.

## Hình ảnh

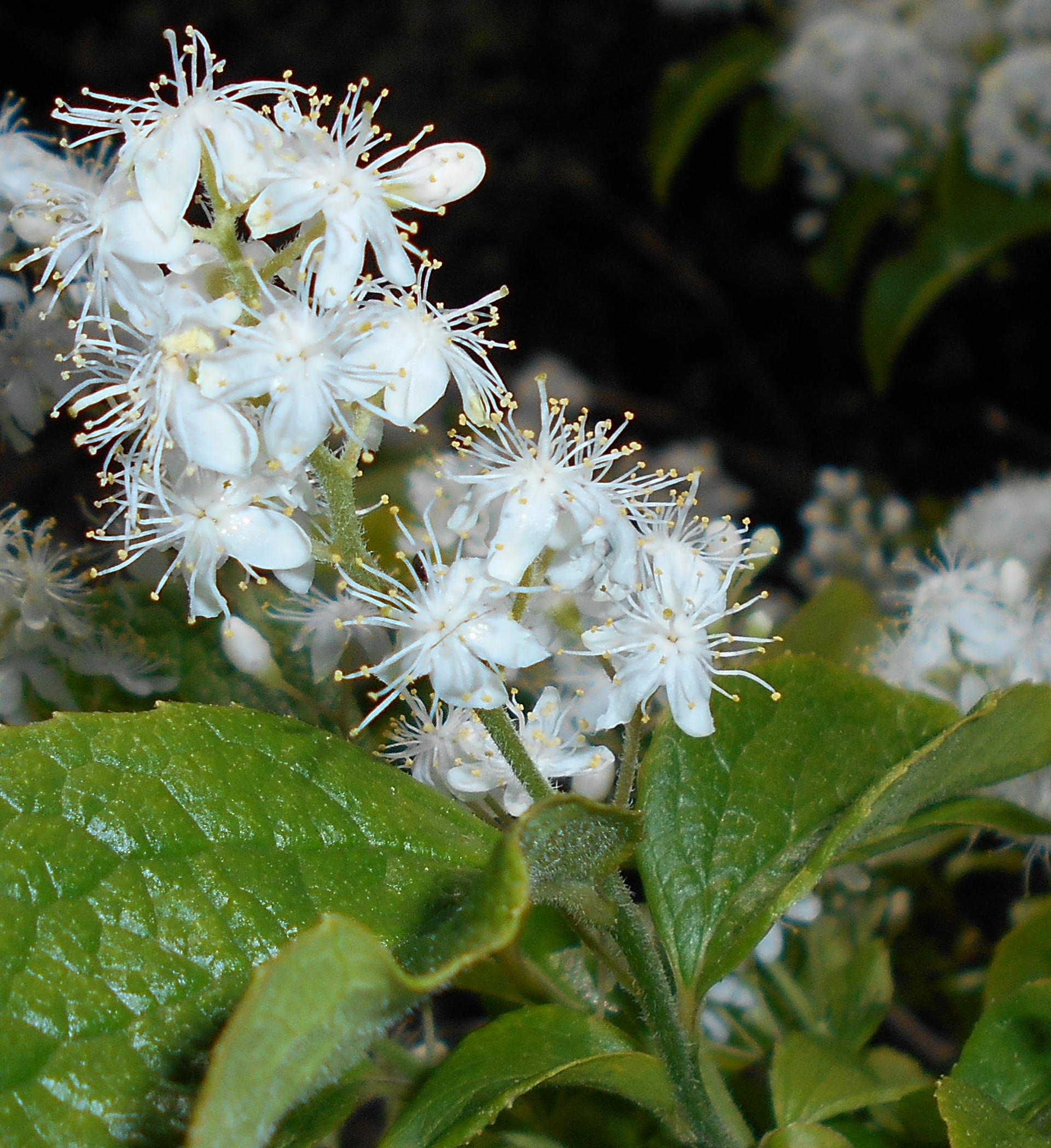
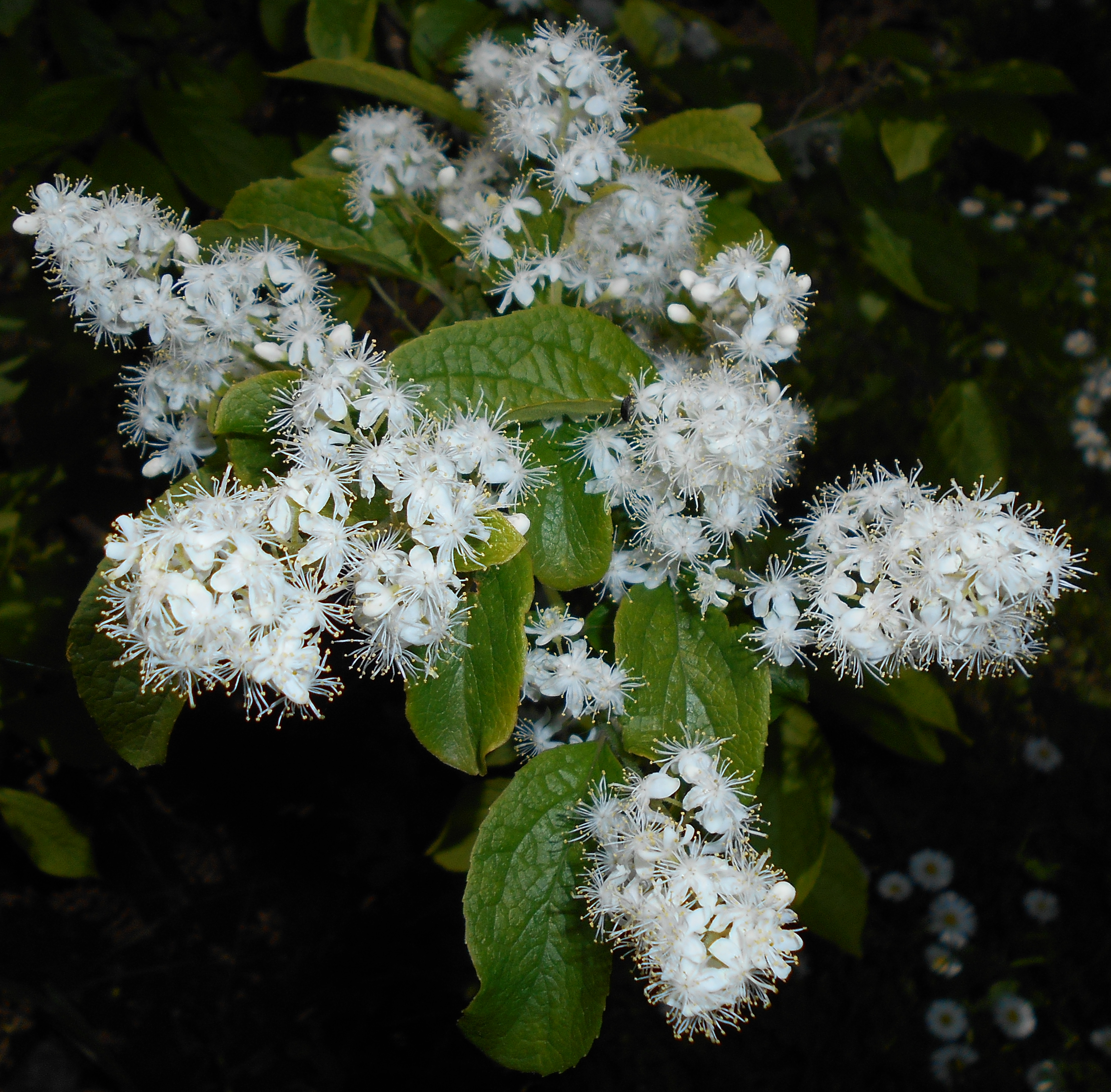
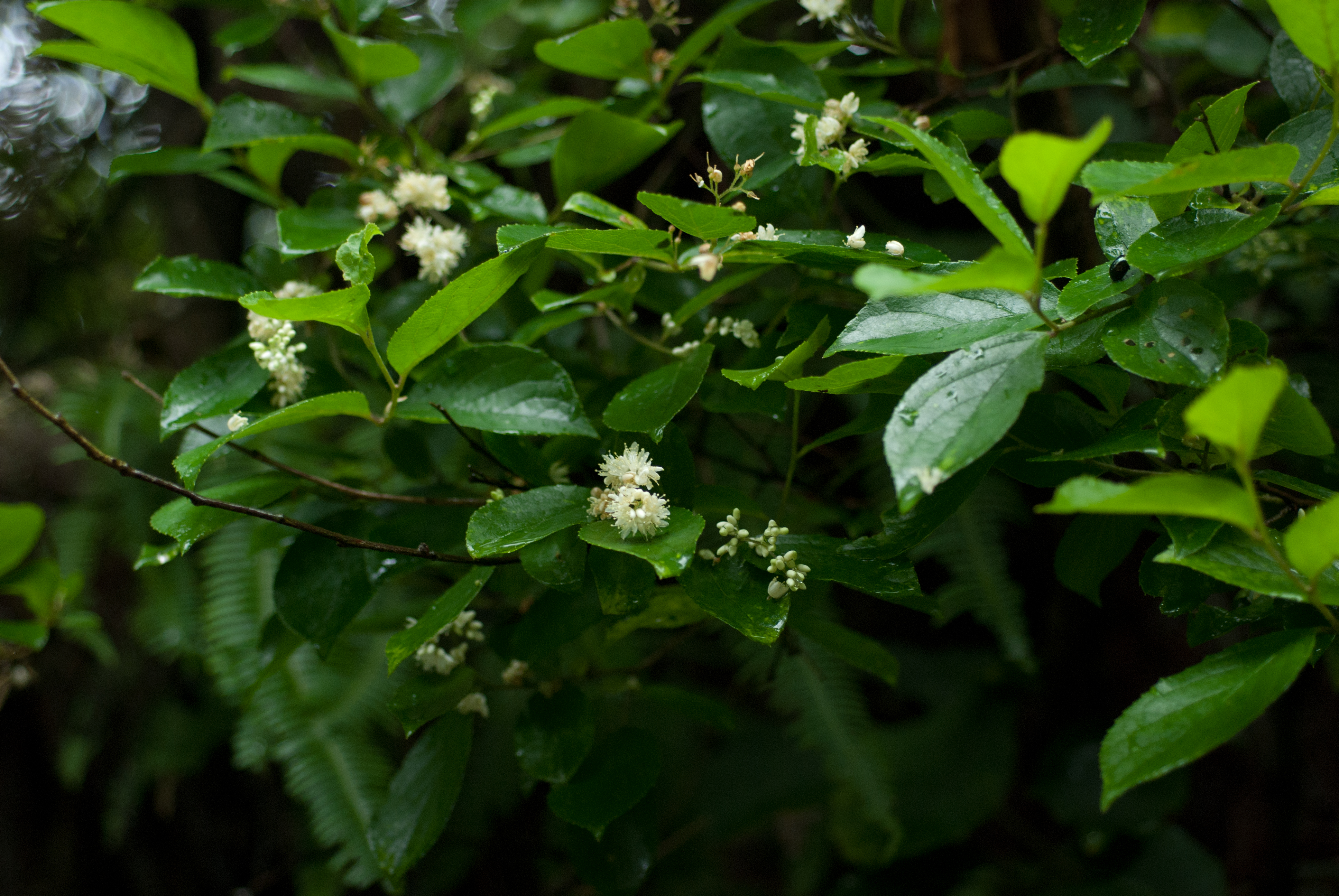
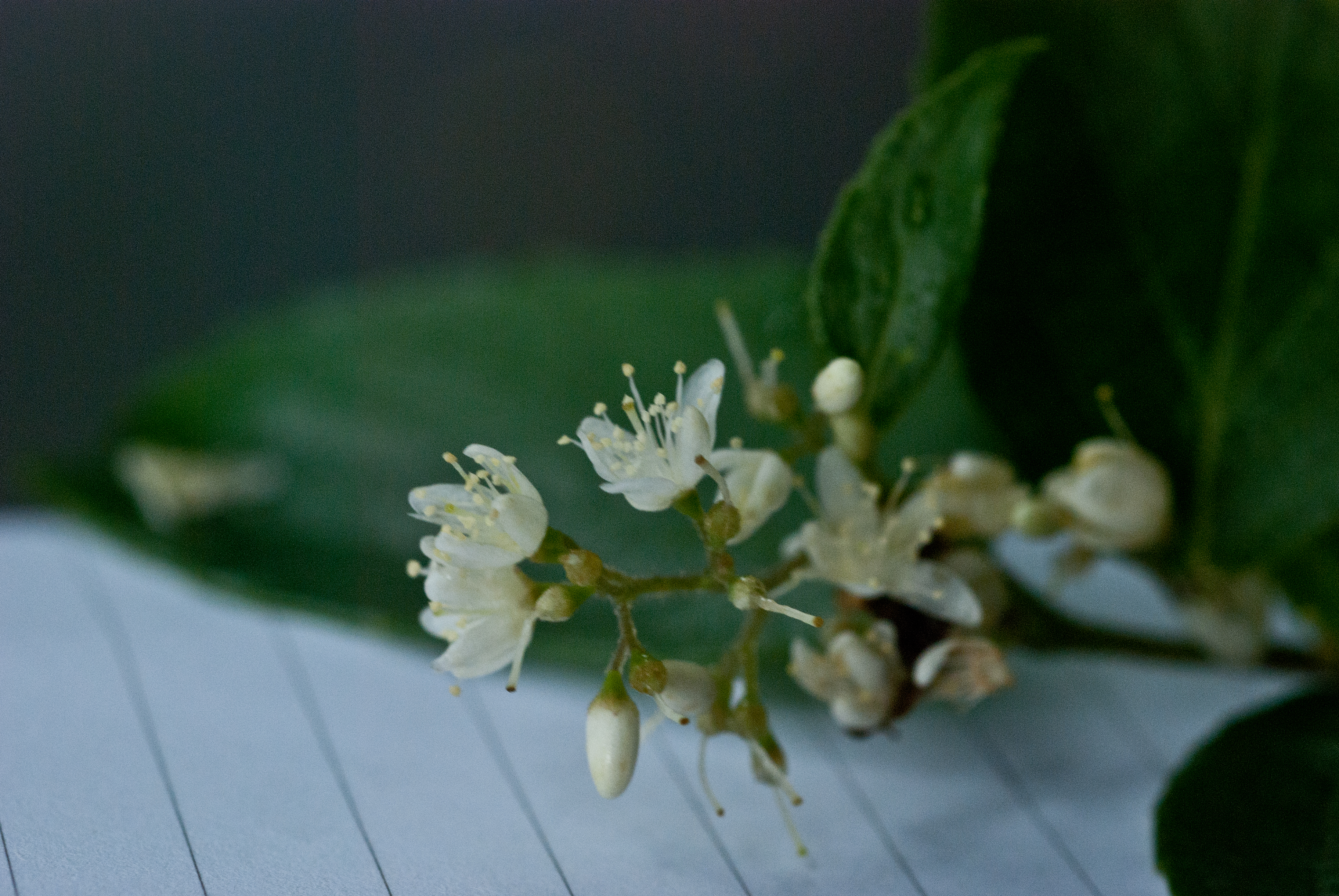
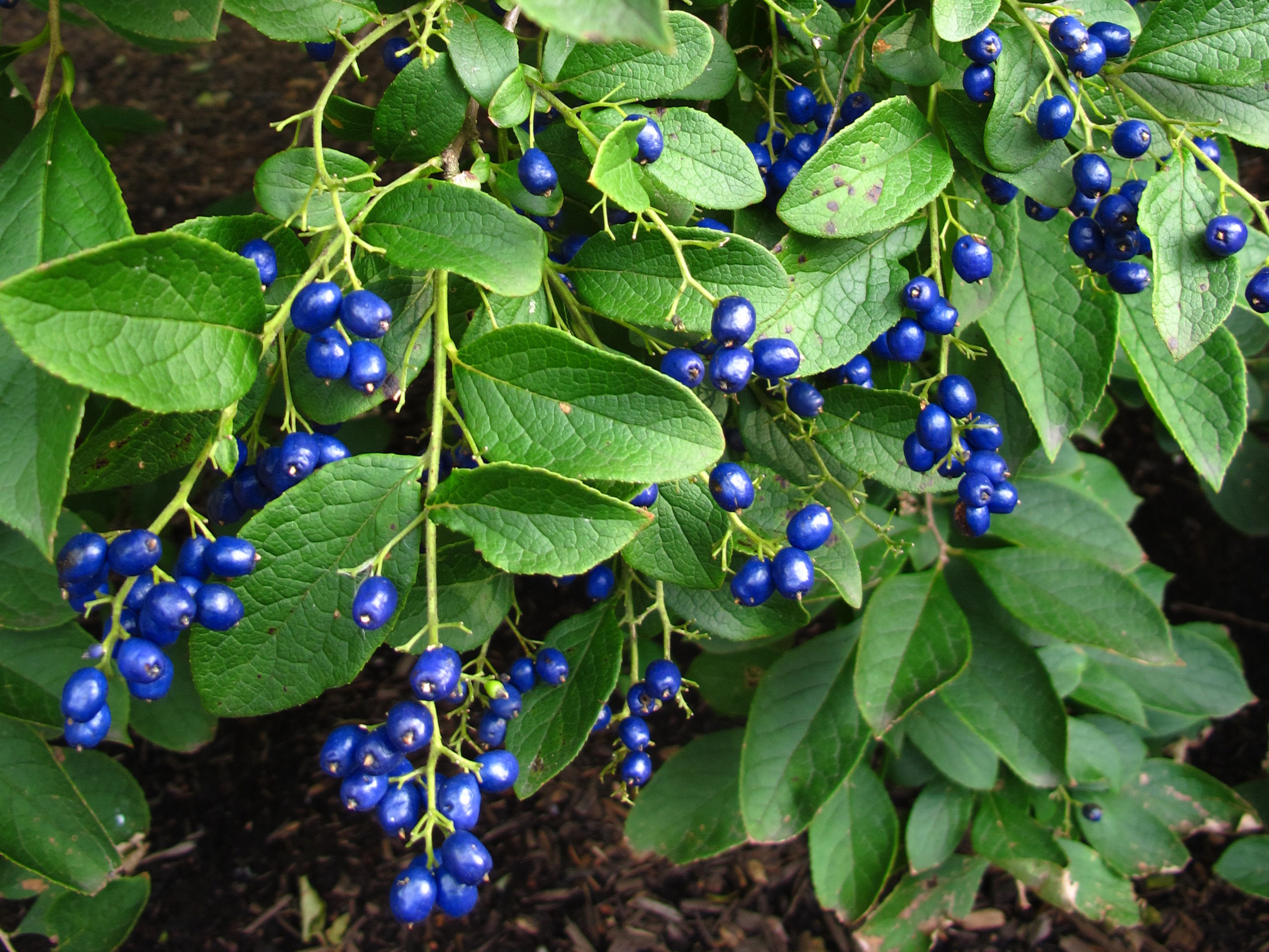